# SWAT
SWAT (съкр. от special weapons and tactics) са специални подразделения на американската полиция, предназначени за изпълнение на опасни операции. Подобни спецчасти се срещат и в други страни. Например в боевите групи на австралийската полиция това са южноавстралийските STAR Force (Special Tasks and Rescue), лондонските C019, тайванските Thunder Squad (Гръмово отделение) и др. Служителите са подготвени за изпълнение на специални задачи, които превишават възможностите на обикновените патрулни полицаи, включително задържане на опасни престъпници, барикадирани заподозрени лица, спасяване на заложници, контратероризъм и бойни действия срещу тежковъоръжени престъпници. Отрядите на SWAT често пъти са екипирани със специални огнестрелни оръжия, като например щурмови пушки, автомати (картечни пистолети), късоцевни пушки, карабини, сълзотворен газ, зашеметяващи гранати и мощни снайперни пушки. Също така служителите носят специално оборудване като подсилени бронежилетки, приспособления за взлом, бронирани машини, средства за нощно виждане от висш клас и детектори за движение, предназначени за определяне на скрито местоположение на заложници и престъпници в закрити помещения.
Първият отряд на SWAT е създаден в Полицейското управление на Лос Анджелис през 60-те години на XX век. Оттогава много полицейски управления в САЩ, особено в големите градове, са основали свои елитни отряди под различни имена; но в разговорната реч, всички те биват причислявани към състава на SWAT.
Част от изпълняваните от SWAT задачи включват:
- задържане и/или обезвреждане на особено опасни престъпници;
- предотвратяване на терористични актове;
- освобождаване на заложници;
- осигуряване периметър на безопасност срещу снайперисти, по време на визити на държавни лица;
- осигуряване на поддръжка по време на особени събития.